# Benjamin Beilman
Benjamin Beilman, né le 25 novembre 1989 à Washington, États-Unis, est un violoniste américain.

## Biographie
Né en 1989 de parents travaillant dans l'industrie alimentaire, aux États-Unis, il se passionne pour le violon, étudie à l'institut de musique de Chicago avec Almita et Roland Valmost, puis à l'Institut Curtis de Philadelphie, avec Ida Kavafian et Pamela Frank. Il grave en 2011 une intégrale des sonates de Prokofiev, et bénéficie de quelques leçons du violoniste Christian Tetzlaff. Il sort de l'Institut Curtis en mai 2012.
En 2013, il a joué notamment au Carnegie Hall à New York, avec le pianiste Yekwon Sunwoo, puis au Wigmore Hall à Londres. Le 17 janvier 2011, il fait ses débuts à Paris, à l'occasion d'un récital organisé par Radio France et diffusé par France Musique : ce récital lui vaudra de trouver un agent en Europe, venu spécialement de Suisse pour l'écouter. En mars 2014, il se produit à l'Auditorium du Louvre à Paris, avec le pianiste Gabriele Carcano, puis en avril, à nouveau, au Wigmore Hall à Londres..
La critique Marie-Laure Roux, du quotidien Le Monde, écrit à son propos : « c'est un artiste prodigieux, qui allie le don d'une rare perfection sonore à une sensibilité profonde, délicate, intense, frémissante. ».

## Récompenses
- 2010 : Premier prix du Concours musical international de Montréal.
- 2010 : Young Concert Artists, violon.

### Sources sur le web
- (en) « Benjamin Beilman, violonist », sur le site www.yca.org de Young Concert Artists.